# Instituto Movilizador de Fondos Cooperativos
El Instituto Movilizador de Fondos Cooperativos es una Cooperativa de segundo grado, fundada el 23 de noviembre de 1958 en la ciudad de Rosario, provincia de Santa Fe a instancias del Congreso Argentino de la Cooperación. 

## Objetivos fundacionales
1. Difundir los principios y valores de la cooperación,
2. Representar a sus cooperativas asociadas ante los poderes públicos,
3. Promover la creación de cooperativas
4. Movilizar los fondos ociosos de las cajas de crédito cooperativas según los requerimientos estacionales y sectoriales de la actividad económica.

## Historia
Gracias a su gestión de promoción y apoyo, las cooperativas de crédito que en 1958 eran 197 -de las cuales 124 estaban instaladas en Buenos Aires- llegaron a ser 974 en 1966, distribuidas por todo el país.
Tras el Golpe de Estado de 1966, la autodenominada Revolución Argentina promovió un brutal ataque contra el movimiento cooperativo que incluyó, entre otras normas restrictivas, la clausura de la cámara compensadora operada por el IMFC. Como consecuencia del ataque estatal, a comienzos de la década del 70 sólo sobrevivían alrededor de 450 cajas de crédito. 
La reforma financiera impulsada en 1977 por el autodenominado Proceso de Reorganización Nacional se propuso eliminar definitivamente al cooperativismo de crédito al plantear la eliminación de la forma jurídica cooperativa como base de estructura de servicios bancarios. 
Mediante una importante movilización político-social encabezada por el IMFC se consiguió modificar parcialmente el propósito inicial, ya que la "Ley" 21.526 de Entidades Financieras (1977) vedaba a las Cajas de Crédito la posibilidad de operar en Cuentas a la Vista pero les otorgaba la posibilidad de que se transformen en Bancos Comerciales conservando su forma jurídica cooperativa. 
Como resultado de esta situación, 273 de las 375 Cajas de Crédito existentes optaron por transformarse en Bancos Cooperativos. De ellas, 41 Cajas lo hicieron en forma individual y 232 lo hacen fusionándose con otras, dando origen -entre 1978 y 1979- a un total de 77 nuevos Bancos Cooperativos. El único sobreviviente del largo proceso de fusiones y absorciones a que obligaron las políticas económicas aplicadas durante las décadas de 1970 y 1980 es el Banco Credicoop Coop. Ltdo.
Asimismo, el Instituto fue precursor en el desarrollo de las tarjetas de crédito en el país, creando en 1980 la Tarjeta Cabal la única tarjeta de crédito y compra de carácter cooperativo en el mundo.

## El IMFC hoy
Actualmente, el IMFC cuenta con un padrón de 109 cooperativas asociadas, las cuales abarcan diferentes ramas de la actividad económica. El Instituto Movilizador está asociado a Cooperar (Confederación Cooperativa de la República Argentina) y la ACI (Alianza Cooperativa Internacional).
Desde abril de 1966, el Instituto edita el mensuario Acción (revista), dedicado a la información general -política, económica, cultural e internacional-, además de información del ámbito cooperativo.
En el plano cultural, el IMFC creó en 1973 el Instituto de la Cooperación Idelcoop– Fundación de Educación, Investigación y Asistencia Técnica y en 1998 puso en marcha el Centro Cultural de la Cooperación "Floreal Gorini".